# شصت و هشتمین دوره جوایز اسکار

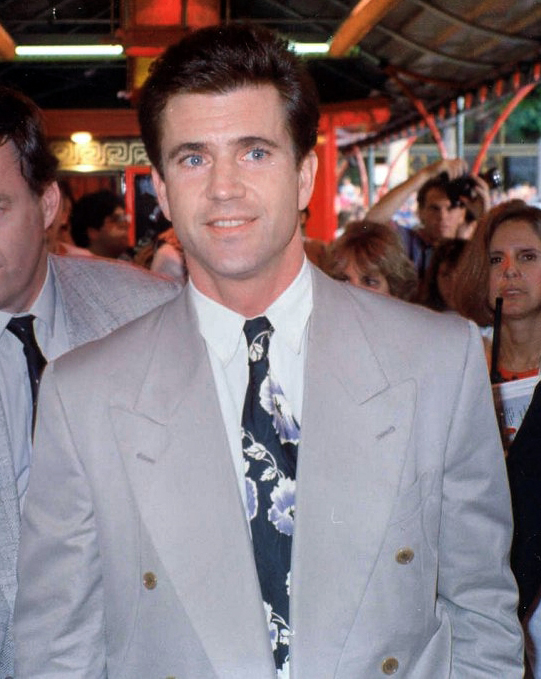

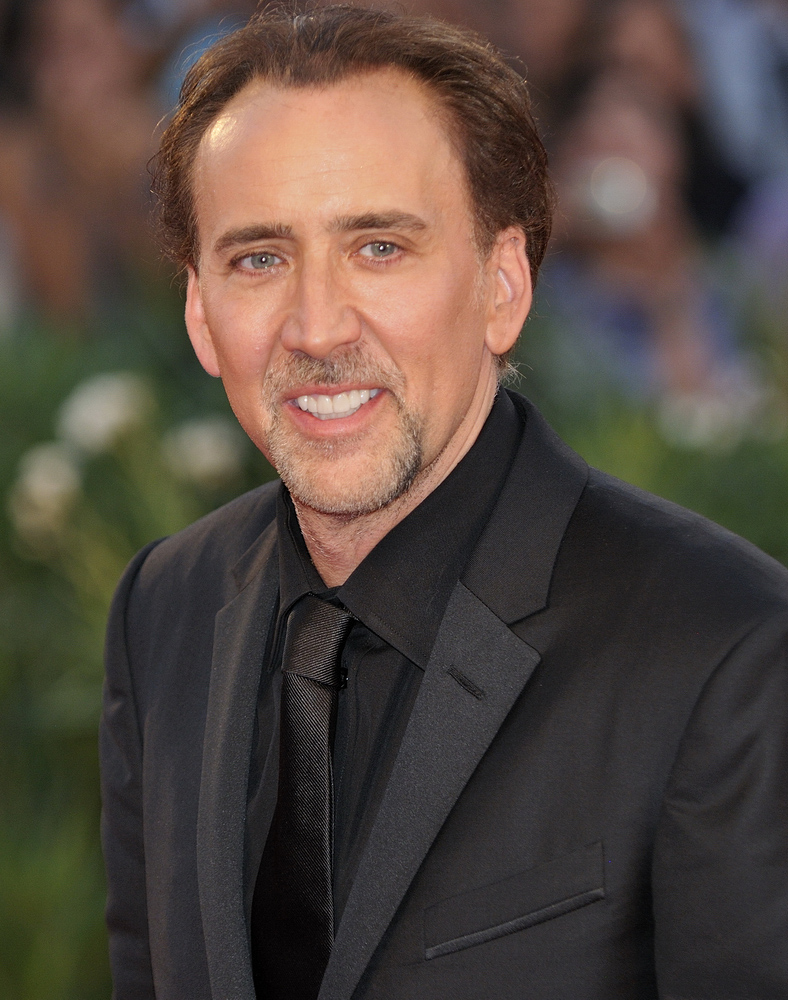

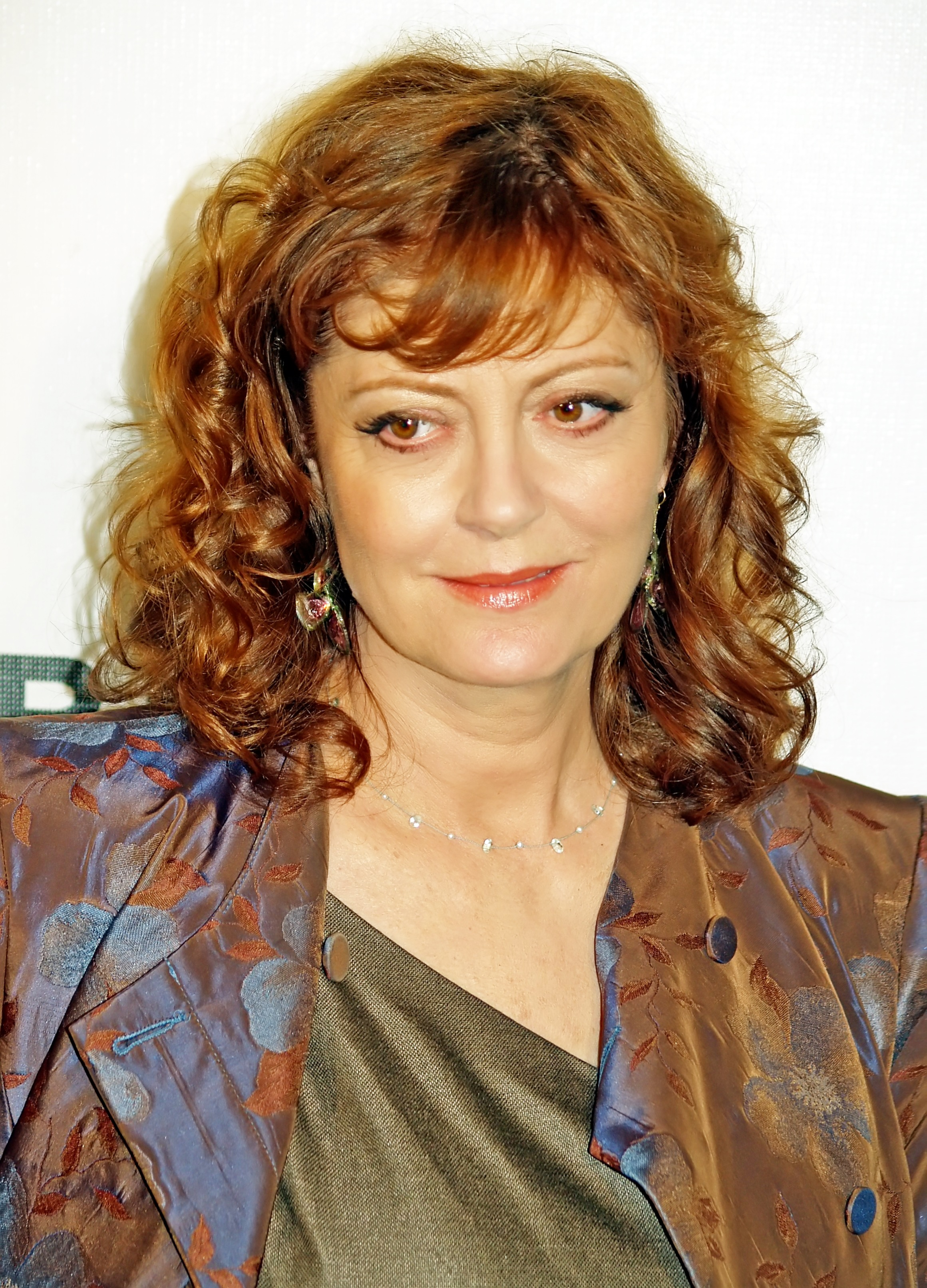

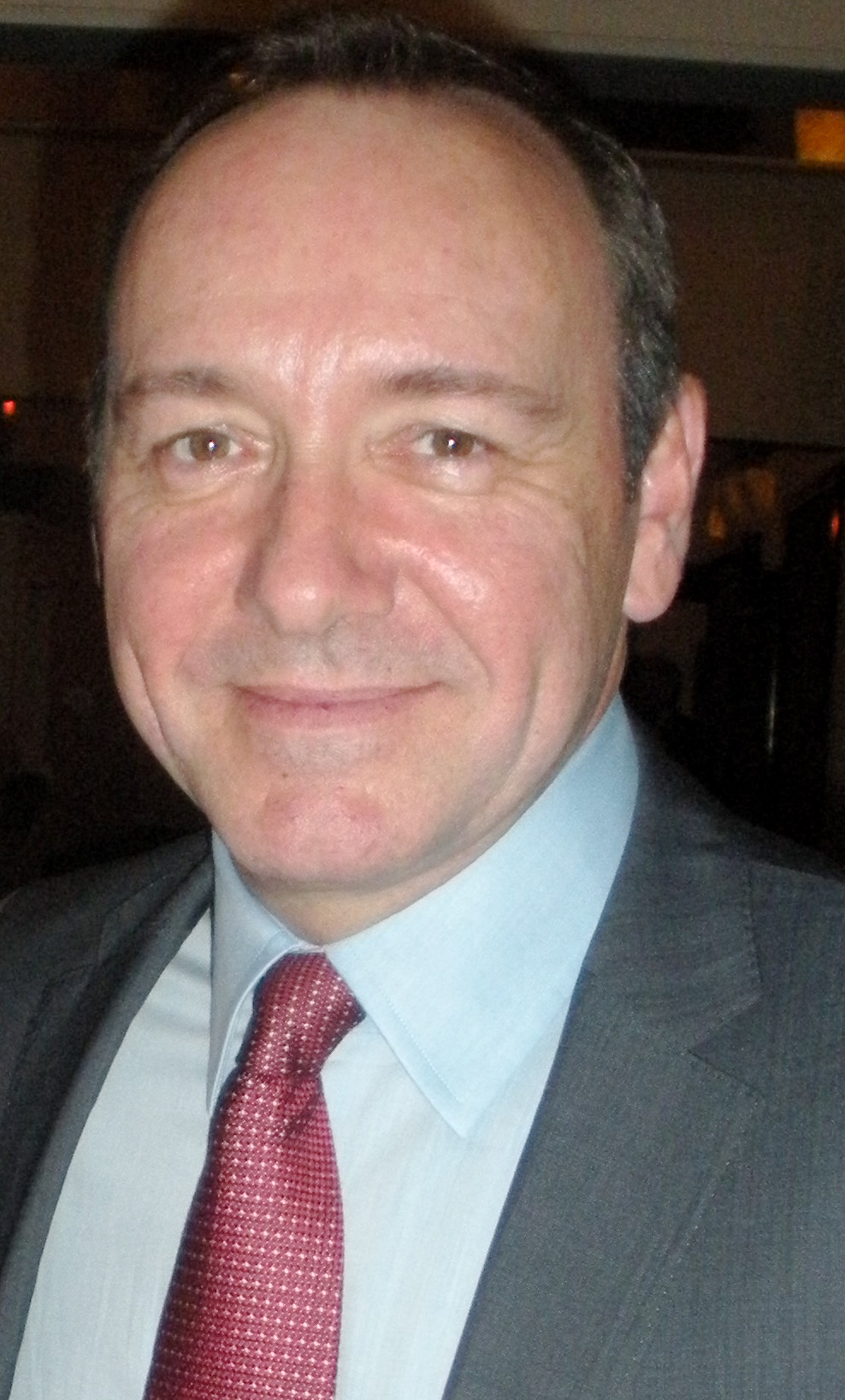

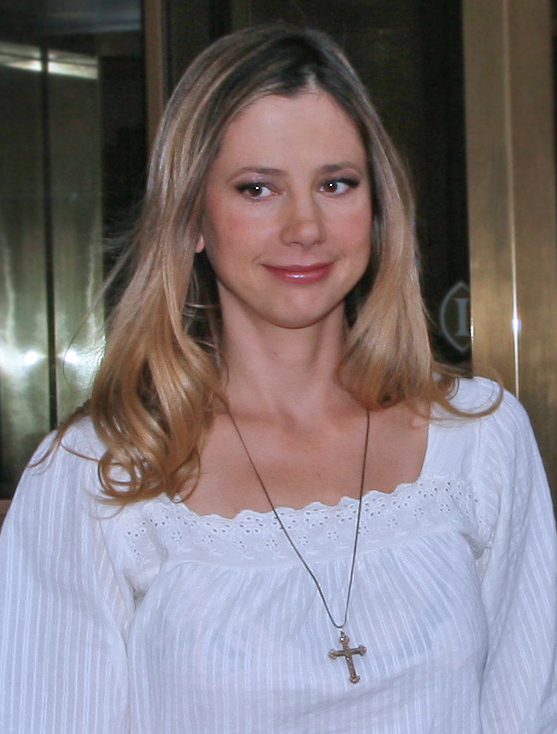

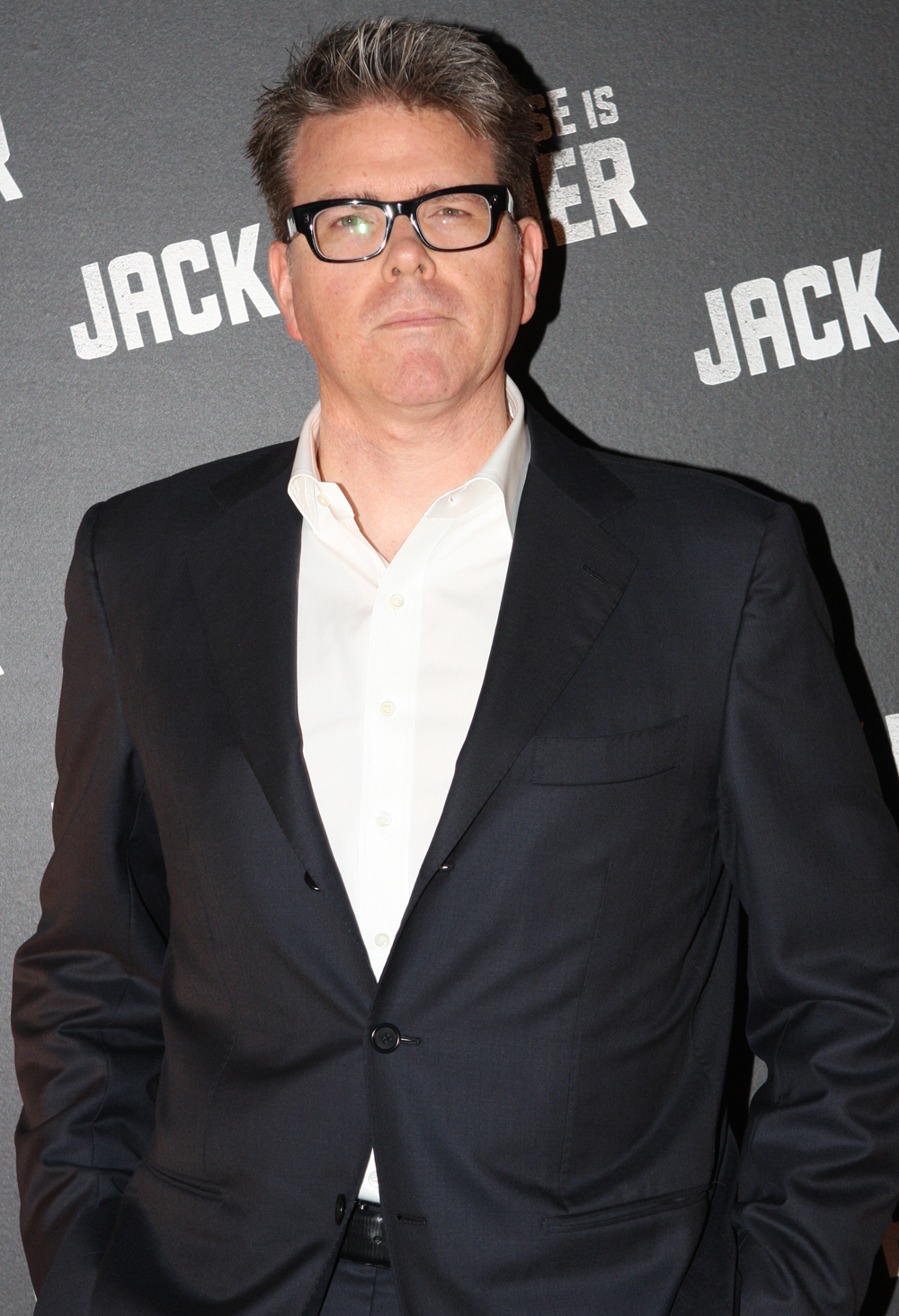

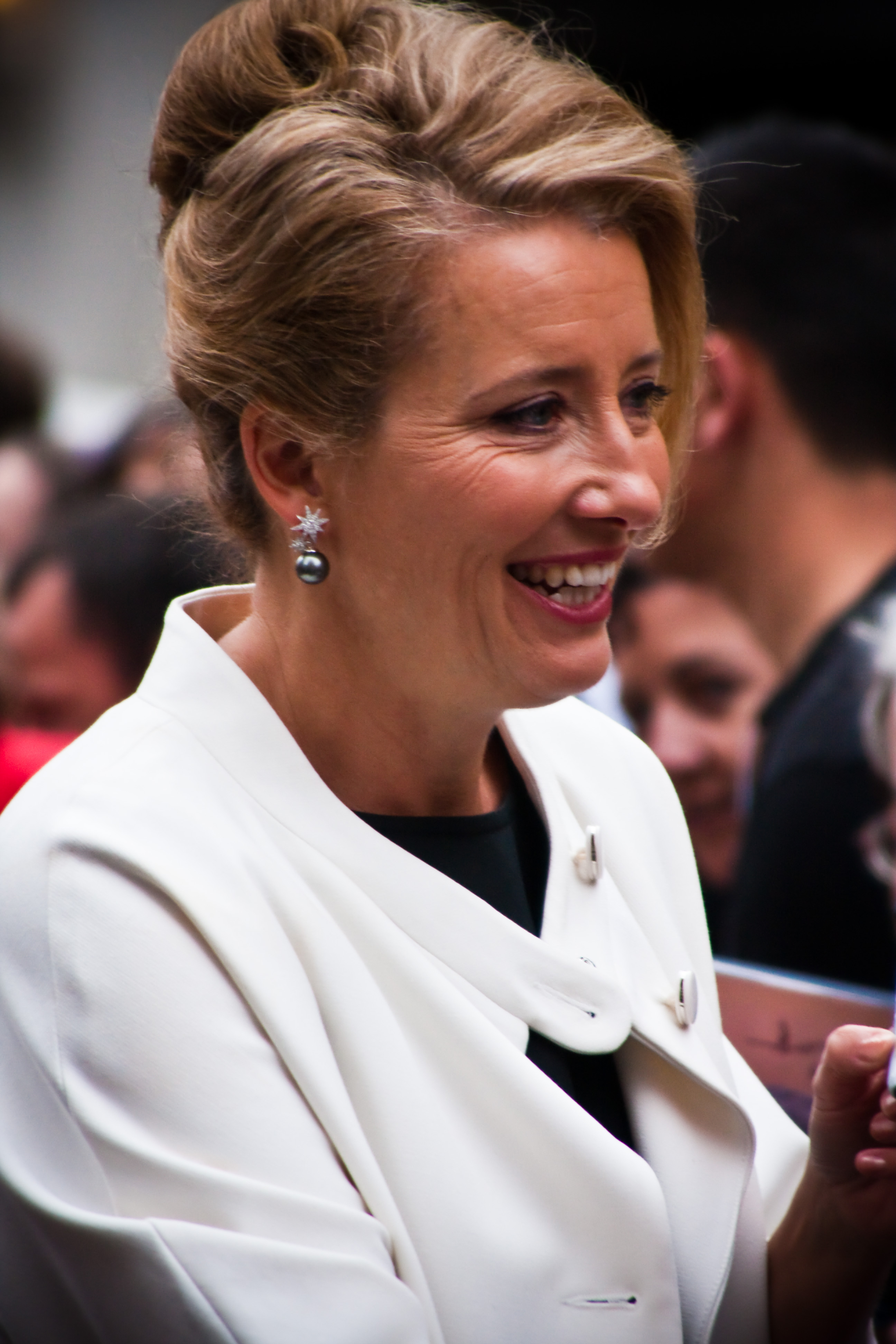

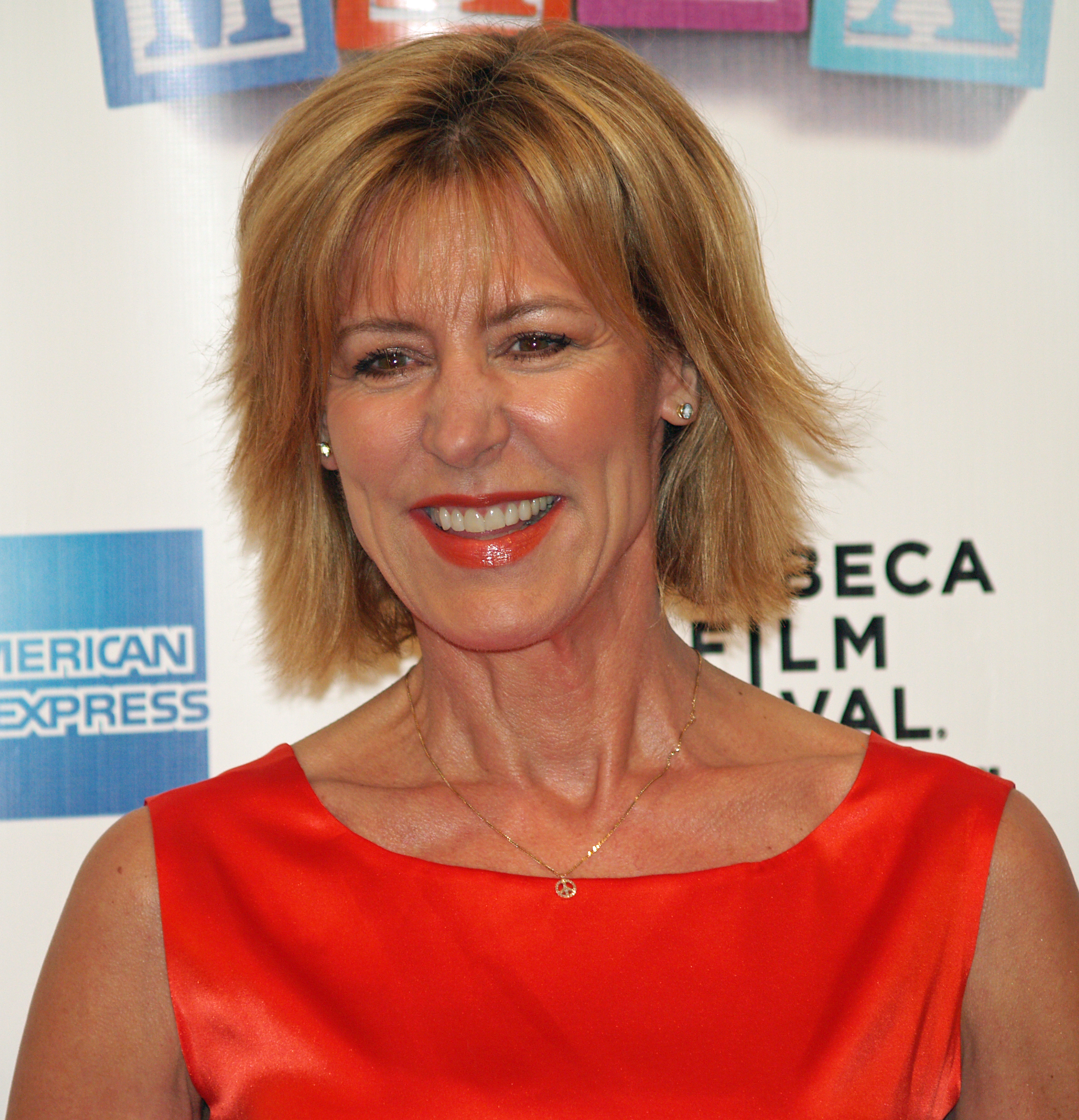

 شصت و هشتمین  دوره مراسم اعطای جوایز اسکار در تاریخ ۲۵ مارس ۱۹۹۶ در دوروتی چندلر پاویون لوس آنجلس برگزار شد. در این مراسم بهترین فیلم‌های سال ۱۹۹۵ جهان به انتخاب آکادمی علوم و هنرهای تصاویر متحرک جایزه گرفتند.
ووپی گلدبرگ مجری این مراسم بود

## جوایز
| بهترین فیلم | بهترین کارگردانی |
| --- | --- |
| - شجاع‌دل - آپولو ۱۳ - عزیز - پستچی - حس و حساسیت | - مل گیبسون – شجاع دل - مایک فیگیس – ترک لاس وگاس - کریس نونان – عزیز - مایکل ردفورد – ایل پوستینو: پستچی - تیم رابینز – راه رفتن مرد مرده |
| بهترین بازیگر نقش اول مرد | بهترین بازیگر نقش اول زن |
| - نیکلاس کیج – ترک لاس وگاس - ریچارد دریفوس – قطعه موسیقی آقای هولاند - آنتونی هاپکینز – نیکسون - شان پن – راه رفتن مرد مرده - ماسیمو ترویسی (پس از مرگ نامزد شده‌است) – ایل پوستینو: پستچی | - سوزان ساراندون – راه رفتن مرد مرده - الیزابت شو – ترک لاس وگاس - شارون استون – کازینو - مریل استریپ – پل‌های مدیسون کانتی - اما تامسون – عقل و احساس |
| بهترین بازیگر نقش مکمل مرد | بهترین بازیگر نقش مکمل زن |
| - کوین اسپیسی – مظنونین همیشگی - جیمز کرامول – عزیز - اد هریس – آپولو ۱۳ - برد پیت – ۱۲ میمون - تیم راث – Rob Roy | - میرا سوروینو – آفرودیت توانا - جوآن آلن – نیکسون - کاتلین کویینلان – آپولو ۱۳ - مر وینینگام – جورجیا - کیت وینسلت – حس و حساسیت |
| فیلم‌نامه اوریژینال | فیلم‌نامه اقتباسی |
| - مظنونین همیشگی – کریستوفر مک‌کوری - شجاع‌دل – رندل والاس - آفرودیت توانا – وودی آلن - نیکسون – Christopher Wilkinson و Stephen J. Rivele و الیور استون - داستان اسباب‌بازی – جاس ویدون (فیلمنامه)، اندرو استنتن (داستان/فیلمنامه)، Joel Cohen (فیلمنامه)، Alec Sokolow (فیلمنامه)، جان لستر (داستان)، پیت داکتر (داستان)، جو رنفت (داستان)             | - حس و حساسیت – اما تامسون - آپولو ۱۳ – Al Reinert و William Broyles Jr. - عزیز – جرج میلر و کریس نونان - ترک لاس وگاس – مایک فیگیس - ایل پوستینو: پستچی – مایکل ردفورد, Anna Pavignano, فوریو اسکارپلی, Giacomo Scarpelli و ماسیمو ترویسی (posthumous nomination) |
| بهترین فیلم غیر انگلیسی‌زبان | بهترین ترانه |
| - آنتونیا (The Netherlands) in Dutch – مرلین گوریس - همه‌چیز عادلانه است (Sweden) in Swedish – بو ویدربرگ - Dust of Life (Algeria) in French – Rachid Bouchareb - O Quatrilho (Brazil) in Portuguese و Italian – Fábio Barreto - The Star Maker (Italy) in Italian – جوزپه تورناتوره                                                                   | - "Colors of the Wind" from پوکاهانتس – Music by آلن منکن; Lyric by استفان شوارتز - "Dead Man Walkin'" from راه رفتن مرد مرده – Music and Lyric by بروس اسپرینگستین - "Have You Ever Really Loved a Woman" from دون خوان دی‌مارکو – Music and Lyric by مایکل کامن، برایان آدامز و Robert John Lange - "Moonlight" from سابرینا – Music by جان ویلیامز; Lyric by الن برگمن و مرلین برگمن - "You've Got a Friend in Me" from داستان اسباب‌بازی – Music and Lyric by رندی نیومن |
| بهترین مستند | بهترین مستند کوتاه |
| - آنه فرانک به خاطر داشت – جان بلر - The Battle Over Citizen Kane – Thomas Lennon and Michael Epstein - Fiddlefest—Roberta Tzavaras and Her East Harlem Violin Program – Allan Miller and Walter Scheuer - Hank Aaron: Chasing the Dream – Mike Tollin and Fredric Golding - Troublesome Creek: A Midwestern – Jeanne Jordan and Steven Ascher        | - One Survivor Remembers – Kary Antholis - Jim Dine: A Self-Portrait on the Walls – Nancy Dine and Richard Stilwell - The Living Sea – Greg MacGillivray و Alec Lorimore - Never Give Up: The 20th Century Odyssey of Herbert Zipper – Terry Sanders و فریدا لی مک - The Shadow of Hate – Charles Guggenheim |
| بهترین فیلم کوتاه زنده | بهترین انیمیشن کوتاه |
| - Lieberman in Love – کریستین لاتی and Jana Sue Memel - Brooms – Luke Cresswell و Steve McNicholas - Duke of Groove – گریفین دان and Thom Colwell - Little Surprises – جف گلدبلام and Tikki Goldberg - Tuesday Morning Ride – Dianne Houston and Joy Ryan                                                                                             | - اصلاح سه تیغ – نیک پارک - The Chicken From Outer Space – جان آر. دیلوورث - The End – Chris Landreth and Robin Barger - Gagarin – Alexiy Kharitidi - Runaway Brain – Chris Bailey |
| بهترین موسیقی فیلم | بهترین موسیقی فیلم |
| - ایل پوستینو: پستچی – لوئیس باکالوو - حس و حساسیت – پاتریک دویل - آپولو ۱۳ – جیمز هورنر - شجاع‌دل – جیمز هورنر - نیکسون – جان ویلیامز | - پوکاهانتس – آلن منکن و استفان شوارتز - سابرینا – جان ویلیامز - The American President – مارک شیمن - داستان اسباب‌بازی – رندی نیومن - Unstrung Heroes – توماس نیومن |
| بهترین تدوین صدا | بهترین میکس صدا |
| - شجاع‌دل – Lon Bender و Per Hallberg - جزر و مد سرخ – George Watters II - بتمن برای همیشه – John Leveque و Bruce Stambler | - آپولو ۱۳ – Rick Dior، Steve Pederson، Scott Millan و David MacMillan - شجاع‌دل – Andy Nelson، Scott Millan، انا بلمر و Brian Simmons - بتمن برای همیشه – دونالد میچل (مهندس صدا)، Frank A. Montaño، Michael Herbick و Petur Hliddal - جزر و مد سرخ – Kevin O'Connell، Rick Kline، Gregory H. Watkins و William B. Kaplan - دنیای آب – Steve Maslow، Gregg Landaker و Keith A. Wester                                                                                      |
| بهترین طراحی صحنه | بهترین فیلمبرداری |
| - بازسازی – کارگردان هنری و Set Decoration: Eugenio Zanetti - یک شاهدخت کوچک – Art Direction: بو ولچ; Set Decoration: Cheryl Carasik - آپولو ۱۳ – Art Direction: Michael Corenblith; Set Decoration: Merideth Boswell - عزیز – Art Direction: Roger Ford; Set Decoration: Kerrie Brown - ریچارد سوم – Art Direction and Set Decoration: Tony Burrough | - شجاع‌دل – جان تول - یک شاهدخت کوچک – امانوئل لوبزکی - مثلث شانگهای – Lu Yue - حس و حساسیت – مایکل کولتر - بتمن برای همیشه – استیون گولدبلات |
| بهترین گریم و آرایش مو | بهترین طراحی لباس |
| - شجاع‌دل – Peter Frampton، Paul Pattison و Lois Burwell - Roommates – گرگ کینم، Bob Laden و Colleen Callaghan - خانواده من – Ken Diaz و Mark Sanchez | - بازسازی – جیمز اچیسون - شجاع‌دل – Charles Knode - حس و حساسیت – جنی بیون و John Bright - ۱۲ میمون – Julie Weiss - ریچارد سوم – Shuna Harwood |
| بهترین تدوین فیلم | بهترین جلوه‌های ویژه |
| - آپولو ۱۳ – مایک هیل و دانیال پی. هانلی - جزر و مد سرخ – کریس لبنزون - عزیز – مارکوس دارسی و Jay Friedkin - هفت – ریچارد فرانسیس-بروس - شجاع‌دل – استیون روزنبلوم | - عزیز – اسکات ای. اندرسون، Charles Gibson، Neal Scanlan و John Cox - آپولو ۱۳ – Robert Legato، Michael Kanfer، Leslie Ekker و Matt Sweeney |